# 김남석 (공무원)
김남석(金南奭, 1956년 12월 12일 ~ , 강원 삼척)은 대한민국의 공무원이다. 

## 학력
- 경성고등학교
- 한양대학교 행정학 학사
- 성균관대학교 대학원 정보처리학 수료

## 경력
- 총무처 제도1과 과장
- 행정자치부 행정제도과 과장
- 행정자치부 기획예산담당관
- 대한민국 대통령직 인수위원회 전문위원
- 정부혁신지방분권위원회 행정개혁팀 팀장
- 행정자치부 혁신기획관
- 행정자치부 전자정부본부 본부장
- 행정자치부 정책홍보관리실 실장
- 행정자치부 기획조정실 실장
- 한나라당 행정안전위원회 수석전문위원
- 행정안전부 제1차관
- 우즈베키스탄 ICT위원회 부위원장
- 옛 자유한국당 정치인

## 참고
| 전임 정창섭 | 제3대 행정안전부 제1차관 2010년 8월 16일 ~ 2011년 12월 30일 | 후임 서필언 |